# Corridoio Scandinavo-Mediterraneo
Il corridoio Scandinavo-Mediterraneo è il quinto dei nove assi prioritari del sistema di reti transeuropee dei trasporti (TEN-T).
Collega i porti scandinavi di Oslo (Norvegia), Stoccolma (Svezia), Helsinki (Finlandia) con quello mediterraneo di Malta, passando per la Danimarca, la Germania, l'Austria e l'Italia, dove tocca i porti della Spezia, di Livorno, di Ancona,  di Bari, di Taranto, di Napoli, di Gioia Tauro e di Palermo.

## Percorso
Il Corridoio Scandinavo-Mediterraneo attraversa sette nazioni europee: Finlandia, Svezia, Norvegia, Danimarca, Germania, Austria,
Italia e Malta. Lungo la sua rotta passa per: Helsinki, Turku, Naantali, Stoccolma, Örebro, Malmö, Copenaghen, Lubecca, Amburgo, Hannover, Lipsia, Erfurt, Wurzburg, Norimberga, Ratisbona, Monaco di Baviera, Innsbruck, Verona, Bologna, Ancona, La Spezia, Livorno, Firenze, Roma, Napoli, Foggia, Bari, Taranto, Catania, Palermo e La Valletta.